# SN 2000M
SN 2000M – supernowa typu II odkryta 27 lutego 2000 roku w galaktyce NGC 6389. W momencie odkrycia miała maksymalną jasność 16,50m.